# El gran sarao (serie de televisión)
El gran sarao fue una serie de televisión española de cuatro capítulos creada por Pep Bras, Eva Merseguer y Víctor Rins. Se estrenó el 15 de diciembre de 2022 en TNT y concluyó el 22 de diciembre de 2022.
La narrativa de la serie sigue la historia de dos amigas que tienen muchas cosas en común. Entre ellas, cumple años el mismo día. Para celebrar sus 50 años, alguien les ha preparado una fiesta muy atrevida con una empresa que organiza eventos poco convencionales: La Puta Suegra.

## Reparto
- Silvia Abril
- Toni Acosta
- Santiago Segura
- Andreu Buenafuente